# Chiesa della Natività di Maria (Felettano)
La chiesa della Natività di Maria si trova a Felettano, in Provincia di Udine, ed è filiale della pieve di Santa Maria della Purificazione di Tricesimo.

## Storia
Al 1619 risale la prima citazione della presenza di una cappelletta nel luogo in cui poi sorgerà la chiesa. Si trattava di una edicola sacra con la raffigurazione della Madonna del Giglio.  Nel 1697 fu istituita la confraternita di Santa Maria di Felettano. Nel 1700 si decise di ampliare l'edicola trasformandola in una vera e propria chiesa e i permessi per la costruzione furono rilasciati l'8 marzo 1709 dal patriarca di Aquileia.
Nel 1711 la chiesa, completata, venne benedetta e aperta al culto. Nel 1719 fu consacrata. Tra il 1721 e il 1726 fu costruita la sacrestia e, nel 1822, fu rifatto il tetto. Nel 1921-22 venne demolito il campanile settecentesco e sostituito da quello attuale.
Tra il 1997 e il 1998 furono consolidate le murature e rifatto l'impianto elettrico.